# Fernando Hurtado
Fernando Javier Hurtado Pérez (Santiago, 5 de abril de 1983), futbolista chileno. Juega de arquero en Deportes Antofagasta de la Primera B de Chile.

## Biografía

### Carrera
Nació en Santiago, pero desarrolló su vida en Cerrillos específicamente en la Villa Esperanza. Cursó sus estudios en el Instituto Alonso de Ercilla de la comuna de Santiago.

### Trayectoria

#### Cobreloa
Su formación como jugador la realizó en las divisiones inferiores de Cobreloa, club al que llegó a los 16 años, bajo la formación de Eduardo Fournier. Fue nominado a la Selección Chilena por Nelson Acosta el 2007, en donde terminó asistiendo como invitado a la Copa América. 
Se ganó la titularidad en el elenco minero en 2006, específicamente en el Torneo clausura de ese año.

#### Unión San Felipe
En 2011 ficha por Unión San Felipe, tras haber estado a punto de incorporarse a Curicó Unido. En su primer entrenamiento con los aconcagüinos se cortó el tendón de Aquiles, quedando sin jugar cerca de seis meses.

#### Deportes Antofagasta
En 2012 ficha por Deportes Antofagasta, club que le habría las puertas después de volver de una lesión grave, se mantiene en este equipo hasta la actualidad
A mediados de 2014 se queda sin equipo tras el fin de su contrato con Deportes Antofagasta, por lo cual pasa un año sin jugar, debiendo trabajar en una empresa de explosivos. A mediados del 2015, es recontratado por el elenco de los pumas, debutando ante San Marcos de Arica por Copa Chile.

#### Santiago Wanderers
En diciembre de 2021 es anunciado como nuevo refuerzo de Santiago Wanderers.

## Selección nacional
Tras jugar un amistoso en 2007, Hurtado fue como invitado a la Copa América 2007.

### Partidos internacionales
| Partidos internacionales | Partidos internacionales | Partidos internacionales             | Partidos internacionales | Partidos internacionales | Partidos internacionales | Partidos internacionales | Partidos internacionales | Partidos internacionales | Partidos internacionales |
| N.º                      | Fecha                    | Estadio                              | Local                    | Resultado                | Visitante                | Goles                    | Asistencias              | DT                       | Competición              |
| ------------------------ | ------------------------ | ------------------------------------ | ------------------------ | ------------------------ | ------------------------ | ------------------------ | ------------------------ | ------------------------ | ------------------------ |
| 1                        | 16 de mayo de 2007       | Estadio Germán Becker, Temuco, Chile | Chile                    | 2-0                      | Cuba                     |                          |                          | Nelson Acosta            | Amistoso                 |
| Total                    | Total                    | Total                                | Presencias               | 1                        | Goles                    | 0                        |                          |                          |                          |

| Selección chilena | Selección chilena | Selección chilena |
| Año               | Partidos          | Goles             |
| ----------------- | ----------------- | ----------------- |
| 2007              | 1                 | 0                 |
| Total             | 1                 | 0                 |

## Clubes
| Club                 | País  | Año       |
| -------------------- | ----- | --------- |
| Deportes Antofagasta | Chile | 2003-2004 |
| Cobreloa             | Chile | 2005-2010 |
| Unión San Felipe     | Chile | 2011      |
| Deportes Antofagasta | Chile | 2012-2014 |
| Deportes Antofagasta | Chile | 2015-2021 |
| Santiago Wanderers   | Chile | 2022-2024 |
| Deportes Antofagasta | Chile | 2025-Act. |